# 滩营乡
滩营乡，是中华人民共和国广西壮族自治区防城港市防城区下辖的一个乡镇级行政单位。

## 行政区划
滩营乡下辖以下地区：
滩营村、立高村、六用村、石合村、菠萝根村、那勇村、垌美村、三坪村、四和村、那屋背村、龙头石村、平旺村、那柏村、那林村、那必村和那连村。